# Schizopelex furcifera
Schizopelex furcifera is een schietmot uit de familie Sericostomatidae. De soort komt voor in het Palearctisch gebied.